# Singapores Grand Prix 2022
Singapores Grand Prix 2022 (officielt navn: Formula 1 Singapore Airlines Singapore Grand Prix 2022) var et Formel 1-løb, som blev kørt den 2. oktober 2022 på Marina Bay Street Circuit i Marina Bay, Singapore. Det var det syttende løb i Formel 1-sæsonen 2022.

## Kvalifikation
| Pos.               | Nr. | Kører             | Konstruktør           | Del 1    | Del 2    | Del 3    | Grid |
| ------------------ | --- | ----------------- | --------------------- | -------- | -------- | -------- | ---- |
| 1                  | 16  | Charles Leclerc   | Ferrari               | 1.54,129 | 1.52,343 | 1.49,412 | 1    |
| 2                  | 11  | Sergio Pérez      | Red Bull Racing-RBPT  | 1.54,404 | 1.52,818 | 1.49,434 | 2    |
| 3                  | 44  | Lewis Hamilton    | Mercedes              | 1.53,161 | 1.52,691 | 1.49,466 | 3    |
| 4                  | 55  | Carlos Sainz, Jr. | Ferrari               | 1.54,559 | 1.53,219 | 1.49,583 | 4    |
| 5                  | 14  | Fernando Alonso   | Alpine-Renault        | 1.55,360 | 1.53,127 | 1.49,966 | 5    |
| 6                  | 4   | Lando Norris      | McLaren-Mercedes      | 1.55,914 | 1.53,942 | 1.50,584 | 6    |
| 7                  | 10  | Pierre Gasly      | AlphaTauri-RBPT       | 1.55,606 | 1.53,546 | 1.51,211 | 7    |
| 8                  | 1   | Max Verstappen    | Red Bull Racing-RBPT  | 1.53,057 | 1.52,723 | 1.51,395 | 8    |
| 9                  | 20  | Kevin Magnussen   | Haas-Ferrari          | 1.55,103 | 1.54,006 | 1.51,573 | 9    |
| 10                 | 22  | Yuki Tsunoda      | AlphaTauri-RBPT       | 1.55,314 | 1.53,848 | 1.51,983 | 10   |
| 11                 | 63  | George Russell    | Mercedes              | 1.54,633 | 1.54,012 | N/A      | PL1  |
| 12                 | 18  | Lance Stroll      | Aston Martin-Mercedes | 1.55,629 | 1.54,211 | N/A      | 11   |
| 13                 | 47  | Mick Schumacher   | Haas-Ferrari          | 1.55,736 | 1.54,370 | N/A      | 12   |
| 14                 | 5   | Sebastian Vettel  | Aston Martin-Mercedes | 1.55,602 | 1.54,380 | N/A      | 13   |
| 15                 | 24  | Zhou Guanyu       | Alfa Romeo-Ferrari    | 1.55,375 | 1.55,518 | N/A      | 14   |
| 16                 | 77  | Valtteri Bottas   | Alfa Romeo-Ferrari    | 1.56,083 | N/A      | N/A      | 15   |
| 17                 | 3   | Daniel Ricciardo  | McLaren-Mercedes      | 1.56,226 | N/A      | N/A      | 16   |
| 18                 | 31  | Esteban Ocon      | Alpine-Renault        | 1.56,337 | N/A      | N/A      | 17   |
| 19                 | 23  | Alexander Albon   | Williams-Mercedes     | 1.56,985 | N/A      | N/A      | 18   |
| 20                 | 6   | Nicholas Latifi   | Williams-Mercedes     | 1.22,587 | N/A      | N/A      | 19   |
| 107%-tid: 2.00,971 |     |                   |                       |          |          |          |      |
| Kilde:             |     |                   |                       |          |          |          |      |

Noter:
↑1 - George Russell måtte starte fra pit lane efter at have erstattet dele af sin motor under parc fermé.

## Resultat
| Pos.                                                                | Nr. | Kører             | Konstruktør           | Omgange | Tid/Udgået   | Startpos. | Point |
| ------------------------------------------------------------------- | --- | ----------------- | --------------------- | ------- | ------------ | --------- | ----- |
| 1                                                                   | 11  | Sergio Pérez      | Red Bull Racing-RBPT  | 59      | 2:02.20,2381 | 2         | 25    |
| 2                                                                   | 16  | Charles Leclerc   | Ferrari               | 59      | +2,595       | 1         | 18    |
| 3                                                                   | 55  | Carlos Sainz, Jr. | Ferrari               | 59      | +10,305      | 4         | 15    |
| 4                                                                   | 4   | Lando Norris      | McLaren-Mercedes      | 59      | +21,133      | 6         | 12    |
| 5                                                                   | 3   | Daniel Ricciardo  | McLaren-Mercedes      | 59      | +53,282      | 16        | 10    |
| 6                                                                   | 18  | Lance Stroll      | Aston Martin-Mercedes | 59      | +56,330      | 11        | 8     |
| 7                                                                   | 1   | Max Verstappen    | Red Bull Racing-RBPT  | 59      | +58,825      | 8         | 6     |
| 8                                                                   | 5   | Sebastian Vettel  | Aston Martin-Mercedes | 59      | +1.00,032    | 13        | 4     |
| 9                                                                   | 44  | Lewis Hamilton    | Mercedes              | 59      | +1.01,515    | 3         | 2     |
| 10                                                                  | 10  | Pierre Gasly      | AlphaTauri-RBPT       | 59      | +1.09,576    | 7         | 1     |
| 11                                                                  | 77  | Valtteri Bottas   | Alfa Romeo-Ferrari    | 59      | +1.28,844    | 15        |       |
| 12                                                                  | 20  | Kevin Magnussen   | Haas-Ferrari          | 59      | +1.32,610    | 9         |       |
| 13                                                                  | 47  | Mick Schumacher   | Haas-Ferrari          | 58      | +1 omgang    | 12        |       |
| 14                                                                  | 63  | George Russell    | Mercedes              | 57      | +2 omgange   | PL        |       |
| Ret                                                                 | 22  | Yuki Tsunoda      | AlphaTauri-RBPT       | 34      | Uheld        | 10        |       |
| Ret                                                                 | 31  | Esteban Ocon      | Alpine-Renault        | 26      | Motor        | 17        |       |
| Ret                                                                 | 23  | Alexander Albon   | Williams-Mercedes     | 25      | Sammenstød   | 18        |       |
| Ret                                                                 | 14  | Fernando Alonso   | Alpine-Renault        | 20      | Motor        | 5         |       |
| Ret                                                                 | 6   | Nicholas Latifi   | Williams-Mercedes     | 7       | Sammenstød   | 9         |       |
| Ret                                                                 | 24  | Zhou Guanyu       | Alfa Romeo-Ferrari    | 6       | Sammenstød   | 15        |       |
| Hurtigste omgang: George Russell (Mercedes) - 1.46,458 (omgang 54)2 |     |                   |                       |         |              |           |       |
| Kilde:                                                              |     |                   |                       |         |              |           |       |

Noter:
↑1 - Sergio Pérez blev givet en 5-sekunders straf for ikke at holde den korrekte afstand under safety car. Hans slutplacering forblev uændret af straffen.
↑2 - George Russell satte den hurtigste omgang, men blev ikke givet et ekstra point for det, da point for hurtigste omgang kun gives hvis køreren slutter i top 10 i ræset.

## Stilling i mesterskaberne efter løbet
| Pos. | Kører            | Point |
| ---- | ---------------- | ----- |
| 1    | Max Verstappen   | 341   |
| 2    | Charles Leclerc  | 237   |
| 3    | Sergio Pérez     | 235   |
| 4    | George Russell   | 203   |
| 5    | Carlos Sainz Jr. | 202   |

| Pos. | Konstruktør      | Point |
| ---- | ---------------- | ----- |
| 1    | Red Bull-RBPT    | 576   |
| 2    | Ferrari          | 439   |
| 3    | Mercedes         | 373   |
| 4    | McLaren-Mercedes | 129   |
| 5    | Alpine-Renault   | 125   |